# Drosera gigantea
Drosera gigantea ist eine fleischfressende Pflanze aus der Gattung Sonnentau (Drosera). Sie wurde 1839 von John Lindley erstbeschrieben.

## Beschreibung
Drosera gigantea ist eine aufrechte, robuste, gräulich-grüne, unbehaarte und bis zu 1 m hohe Pflanze. Sie ist manchmal komplett weinrot und besitzt viele Seitenäste, die sich ebenfalls verzweigen. In der frühen Blühphase befinden sich die Fangblätter nur entlang der Äste. In der weiteren Wachstumsphase bilden sich Grüppchen aus 2 oder 3 Blättern. Der untere Teil des aufrechten Stämmchens kann bis zu 1 cm Durchmesser erreichen und ist mit vielen pfriemförmigen, kahlen, 8 mm langen Tragblättern übersät. Ähnliche Tragblätter, die sich jedoch in der Größe unterscheiden, befinden sich in Richtung Pflanzenspitze an den Blattachseln.
Die Blattspreiten sind sichelförmig, 2,5 mm lang und 3,5 mm breit mit 3 mm langen Lappen an den Winkeln und zeigen nach außen. Längere Tentakeldrüsen befinden sich entlang des tief konkaven Randes, kleinere Tentakeldrüsen im Inneren. Die Blattstiele sind abgeflacht rund, schlank, 8 bis 10 mm lang und spitz zulaufend.
Blütezeit ist von August bis Dezember. Der traubenartige Blütenstand sitzt an der Spitze der Pflanze sowie an den Seitenästen und besteht aus vielen weißen Blüten an 3 bis 8 mm langen Blütenstielen. Die Kelchblätter sind rostorange, eiförmig, 3 mm lang und 1,5 mm breit. Die Ränder sind ganzrandig, die Spitzen spitz, oft gezähnt, kahl und schwarz gepunktet. Die Kronblätter sind verkehrt eiförmig, 5,5 mm lang und 2,5 mm breit mit leicht gekerbten Spitzen. Die 5 Staubblätter sind 1,5 mm lang, die Staubfäden und die Staubbeutel sind weiß, der Pollen gelb. Der Fruchtknoten ist dunkelbraun, fast schwarz, warzig, annähernd kugelförmig, 1 mm im Durchmesser und 0,8 mm lang. Die drei Griffel sind rostorange, 0,8 mm lang und im oberen Drittel in wenige, eher dicke, abgeflacht runde Segmente geteilt. Die Narbe sind weiß und unregelmäßig geschwollen. Sie befinden sich an der Spitze jedes kurzen Griffelsegments. 
Die Knolle ist rot, quer elliptisch, hat einen Durchmesser von rund 3 cm, eine Länge von 1,5 cm und besitzt keine papierartige Blattscheide. Der vertikale Ausläufer ist in eine dichte Säule aus altem Wurzelmaterial gebettet und bis zu 60 cm lang. Wie alle sogenannten „Knollendrosera“ zieht sie sich zu Zeiten hoher Temperaturen und relativer Trockenheit in diese Knolle zurück und überdauert unterirdisch.
Die Chromosomenzahl beträgt 2n = 28.

Verbreitung von Drosera gigantea in Australien

## Verbreitung, Habitat und Status
Die Art ist endemisch im Gebiet von Albany, Perth und Jurien im Südwesten Australiens. Sie gedeiht dort an den Rändern von Sümpfen, Seen und Granitaufschlüssen. Oft steht die Pflanze sogar im Wasser. Drosera gigantea wächst auch in Tümpeln und sandigen Tonwatten auf feuchten Böden auf erhöhtem Grund.

## Systematik
Drosera gigantea gehört zur Untergattung Ergaleium, Sektion Ergaleium, also zu den kletternden Knollendrosera.